# Philtraea surcaliforniae
Philtraea surcaliforniae là một loài bướm đêm trong họ Geometridae.